# Fort Caroline
Fort Caroline, der ligger på breden af St. Johns-floden i nutidens Duval County, var et fransk forsøg på en kolonial bosættelse i Florida. Det blev etableret under René Goulaine de Laudonnière den 22. juni 1564 som et nyt territorialt krav i Fransk Florida og som et tilflugtssted for Huguenoter, der i Frankrig blev forfulgt, fordi de var protestanter fremfor katolikker. Den franske koloni kom i konflikt med spanierne, der etablerede St. Augustine i september 1565, og Fort Caroline blev den 20. september plyndret af spanske tropper under Pedro Menéndez de Avilés' ledelse. Spanierne fortsatte med at besætte stedet som San Mateo indtil 1569.
Det tidligere forts præcise beliggenhed er ukendt. I 1954 etablerede National Park Service Fort Caroline National Memorial langs den sydlige bred af St. Johns-floden nær det punkt, der minder Laudonnières første landgang. Dette accepteres generelt af forskere som i nærheden af det oprindelige fort, men sandsynligvis ikke den nøjagtige placering. Mindesmærket administreres nu som en del af Timucuan Ecological and Historic Preserve, men det er også en særskilt enhed under National Park Services administration.